# کانی (مجارستان)
کانی (به مجاری:  Kány) یک منطقهٔ مسکونی در مجارستان است که در بورشود-آبااوی-زمپلن واقع شده‌است.